# Heteropoda bimaculata
Heteropoda bimaculata är en spindelart som beskrevs av Tord Tamerlan Teodor Thorell 1878. Heteropoda bimaculata ingår i släktet Heteropoda och familjen jättekrabbspindlar. Inga underarter finns listade i Catalogue of Life.